# Državna cesta D30
D30 je državna cesta u Hrvatskoj. Ukupna duljina iznosi 79,7 km.

## Naselja
Buzin
Odra
Hrašće
Veliko polje
Velika Mlaka
Velika Gorica
Staro Čiče
Vukovina
Mraclin
Turopolje
Buševec
Ogulinec
Donji Vukojevac
Pešćenica
Lekenik
Dužica
Žažina
Petrovec
Petrinja
Hrvatska Kostajnica